# Chlorita augustinica
Chlorita augustinica är en insektsart som beskrevs av Dlabola 1958. Chlorita augustinica ingår i släktet Chlorita och familjen dvärgstritar. Inga underarter finns listade i Catalogue of Life.